# Pauridiantha hirtella
Pauridiantha hirtella är en måreväxtart som först beskrevs av George Bentham, och fick sitt nu gällande namn av Cornelis Eliza Bertus Bremekamp. Pauridiantha hirtella ingår i släktet Pauridiantha och familjen måreväxter. Inga underarter finns listade i Catalogue of Life.